# Władysław III (hospodar)
Władysław III (rum. Vladislav al III-lea) – hospodar Wołoszczyzny w latach 1523, 1524 i 1525 z dynastii Basarabów.
Był synem lub wnukiem hospodara wołoskiego Władysława II Dana. Kilkakrotnie obejmował tron wołoski na krótkie okresy w latach 1523-1525 walcząc przeciwko Radu z Afumați i korzystając ze wsparcia Imperium Osmańskiego. Ostatecznie został jednak pokonany przez Radu, który porozumiał się z Turkami. Był ojcem ostatniego z hospodarów wołoskich z linii Danowiczów dynastii Basarabów - Mojżesza.
Źródło: J. Demel, Historia Rumunii, Wrocław 1970.